# Guadalia
Guadalia is een geslacht van vliesvleugeligen uit de familie Pteromalidae. De wetenschappelijke naam van dit geslacht is voor het eerst geldig gepubliceerd in 1967 door Wiebes.

## Soorten
Het geslacht Guadalia is monotypisch en omvat slechts de volgende soort:
- Guadalia vissali Wiebes, 1967